# Jean-Jacques Lenoir-Laroche
Jean-Jacques Lenoir-Laroche, né à Grenoble le 29 avril 1749 et mort à Paris le 17 février 1825, est un avocat et journaliste français.

## Biographie
Franc-maçon et chevalier bienfaisant de la Cité sainte du rite écossais rectifié, titulaire du plus haut grade de cet ordre, celui de Grand Profès en 1789, Lenoir-Laroche jouit d'une bonne réputation à Grenoble. Son mémoire intitulé Considérations sur la constitution des états du Dauphiné applicables aux États généraux lui permet d'étendre sa notoriété jusqu'à Paris. En 1789, il est nommé député aux États généraux. Après avoir quitté le Dauphiné, il semble prendre ses distances avec la maçonnerie.
Installé à Paris, il collabore au journal Berlot, mais en est évincé pour avoir défendu Louis XVI dans un article. De 1795 à 1798, il exerce la fonction de directeur du Moniteur. Il enseigne également la législation à l'École centrale du Panthéon. Il n'hésite pas à exprimer son enthousiasme à l'égard de la constitution de l'an III dans le journal qu'il dirige, et cette prise de position lui vaut d'être nommé ministre de la police sous le Directoire. Mais ce poste ne semble pas être fait pour lui, et il ne le conserve que quelques jours. Il entre ensuite au Conseil des Anciens. Ayant approuvé le 18 Brumaire, il entre au Sénat conservateur. Il préside la Commission de liberté individuelle, où lui arrive de s'opposer aux exigences de Napoléon. En 1814, il vote la déchéance de l'empereur. Lors de la Restauration, il est nommé Pair de France par Louis XVIII, recevant du roi la pairie à titre héréditaire en 1817. Devenu comte, il meurt en 1825.

## Publications
- Considérations sur la constitution des états du Dauphiné applicables aux États généraux, 1789
- Coup d'œil raisonné sur les assemblées primaires, 1795
- Discours prononcé au Cercle constitutionnel, 1798